# Deutsch Goritz
Deutsch Goritz (tiếng Slovene: Slovenska Gorica) là một đô thị thuộc huyện Radkersburg thuộc bang Steiermark, nước Áo. Đô thị Deutsch Goritz có diện tích 23,26 km², dân số thời điểm cuối năm 2005 là 1264 người.